# Encephalartos sclavoi
Encephalartos sclavoi är en kärlväxtart som beskrevs av De Luca, D.W. Stev. och A. Moretti. Encephalartos sclavoi ingår i släktet Encephalartos och familjen Zamiaceae. IUCN kategoriserar arten globalt som akut hotad. Inga underarter finns listade i Catalogue of Life.

## Bildgalleri

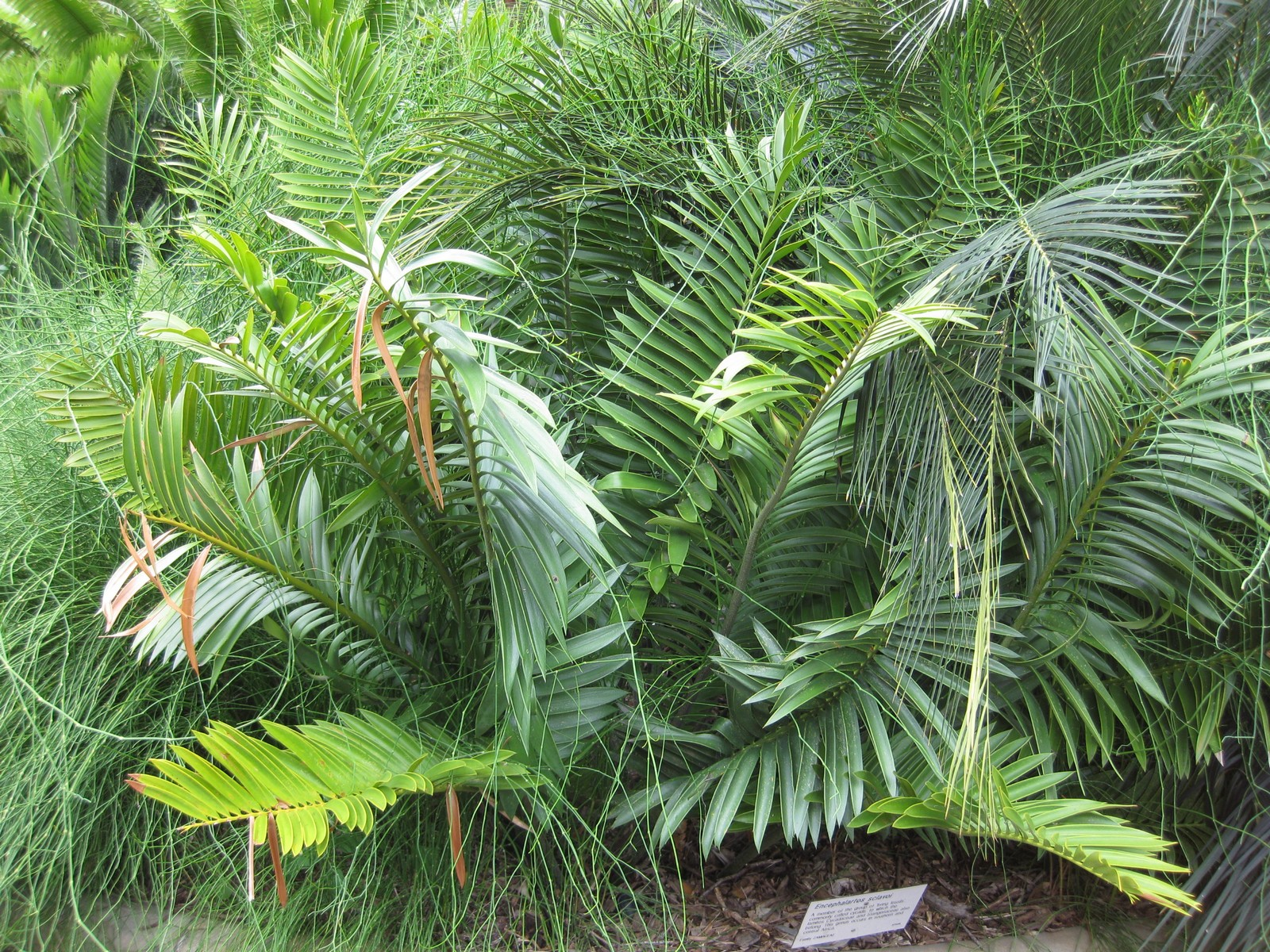
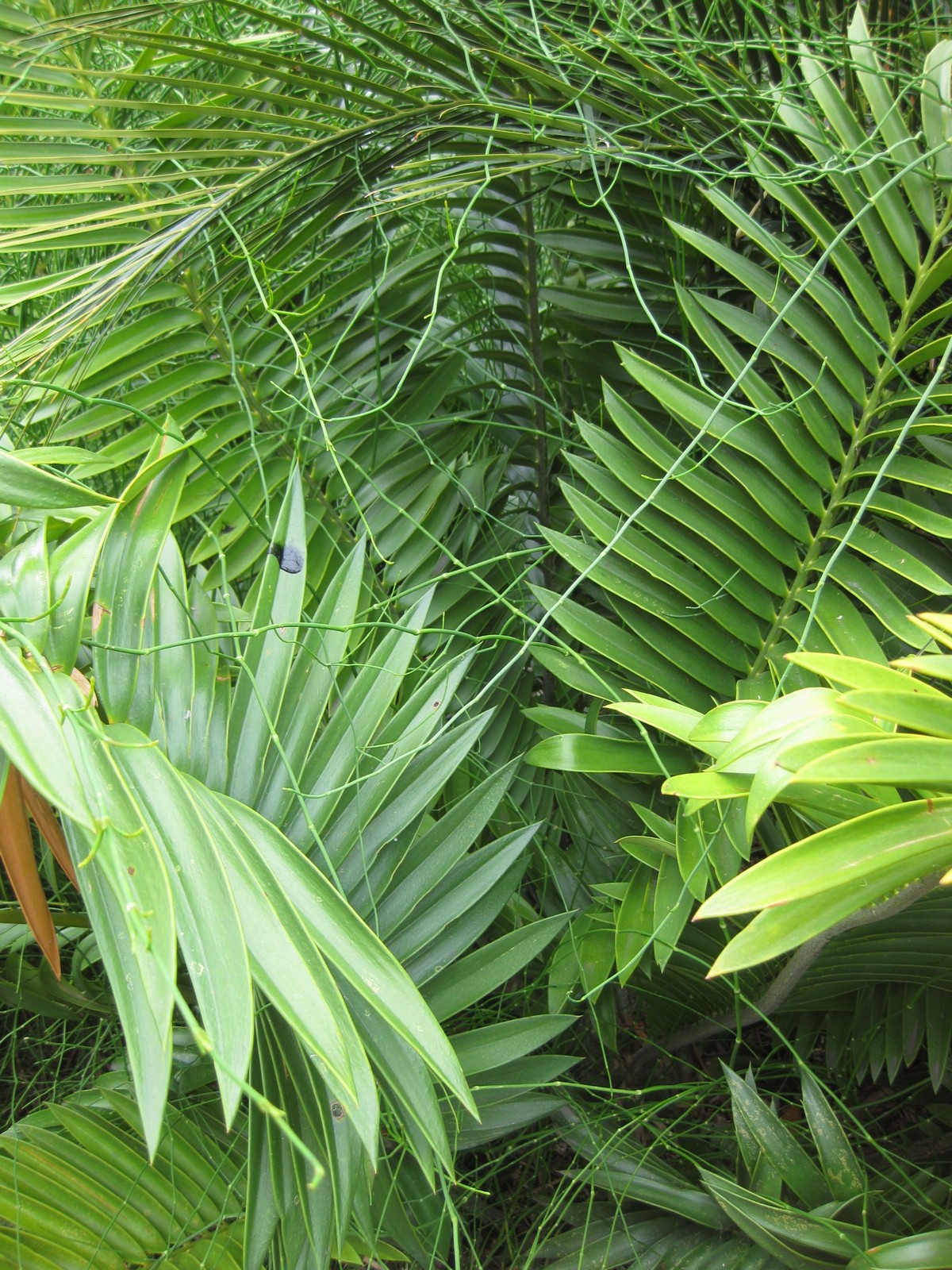
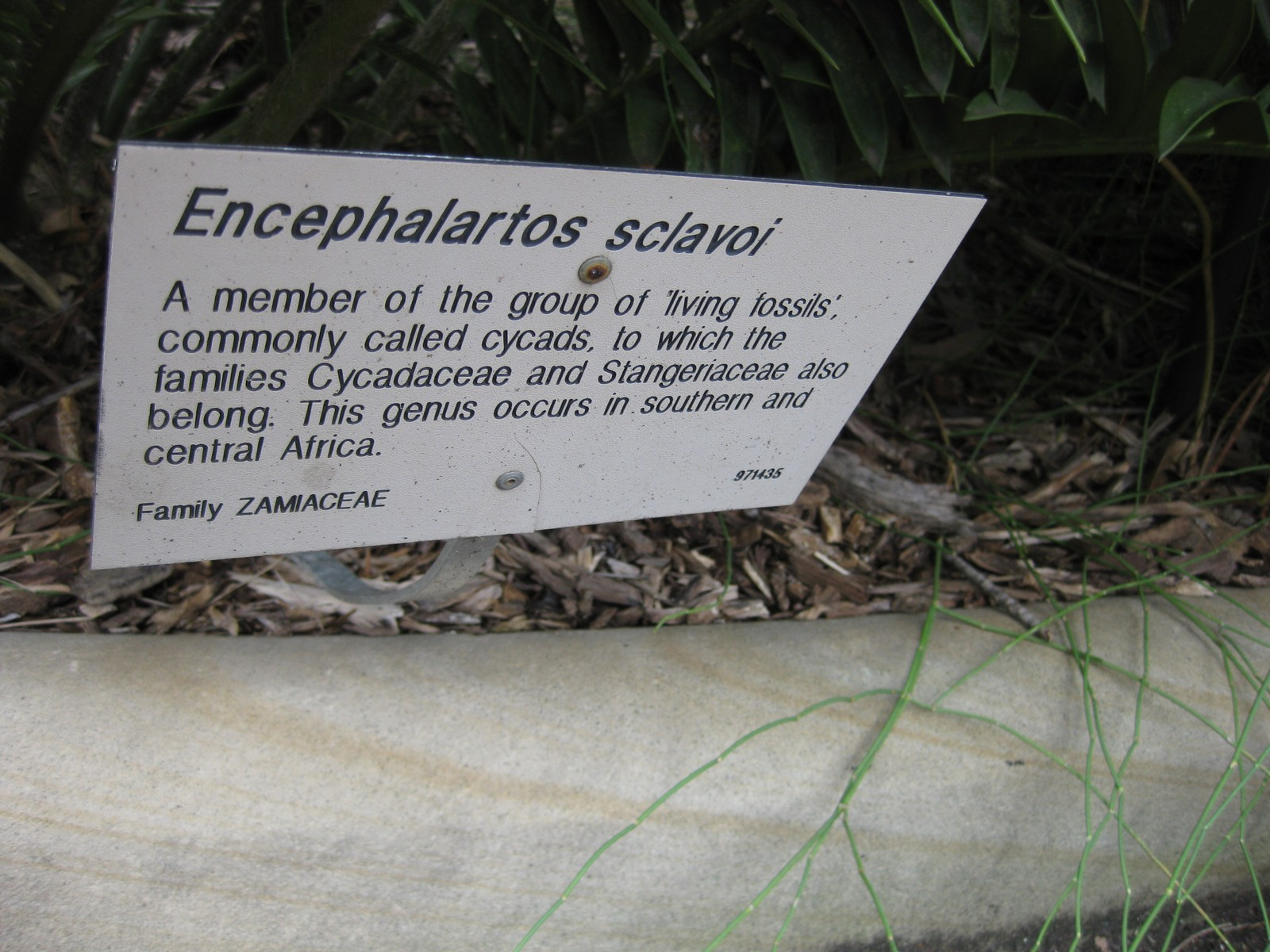